# Gatumdu
Gatumdu, Gatumdag o Gatumdug va ser una deessa sumèria adorada a Lagaix. No es coneix el significat del seu nom. Estava casada amb el déu Ningirsu de Girsu.
Es deia que era la mare de la ciutat estat de Lagaix, o la seva fundadora divina. En parlen unes inscripcions del rei Gudea de Lagaix (2144 aC - 2124 aC). Ur-Nanxe, el primer rei de la primera dinastia de Lagaix, li va construir un temple. Alguns reis posteriors de la ciutat, com ara Eannatum I i Entemena, la van considerar la seva mare divina, encara que aquest paper també el va jugar la deessa Bau, com en el cas de Lugalanda i Urukagina. És possible que les dues deesses s'unifiquessin més tard en una de sola. Durant la Tercera dinastia d'Ur, encara era adorada, i se li feien ofrenes de mantega, formatge, farina i dàtils.